# Kostel Narození Panny Marie (Brníčko)
Kostel Narození Panny Marie v Brníčku je v jádru románskou stavbou, v baroku přestavěnou. Areál kostela s křížem, bránou a ohradní zdí byl v roce 1958 zapsán na seznam kulturních památek.

## Historie
Pozdně románský kostel byl postaven zřejmě v polovině 13. století. V 18. století byla přistavěna sakristie a věž, zvětšena některá okna a proražen vstup v západní zdi lodi. Fasáda je z roku 1982.

V roce 2004 byly na věž kostela pořízeny hodiny z prostředků poskytnutých obcí a získaných sbírkou mezi občany. Při opravě kostela v roce 2014 byla ve věži nalezena plechová schránka s historickými mincemi (nejstarší groše z roku 1760) a listinami.

## Popis kostela

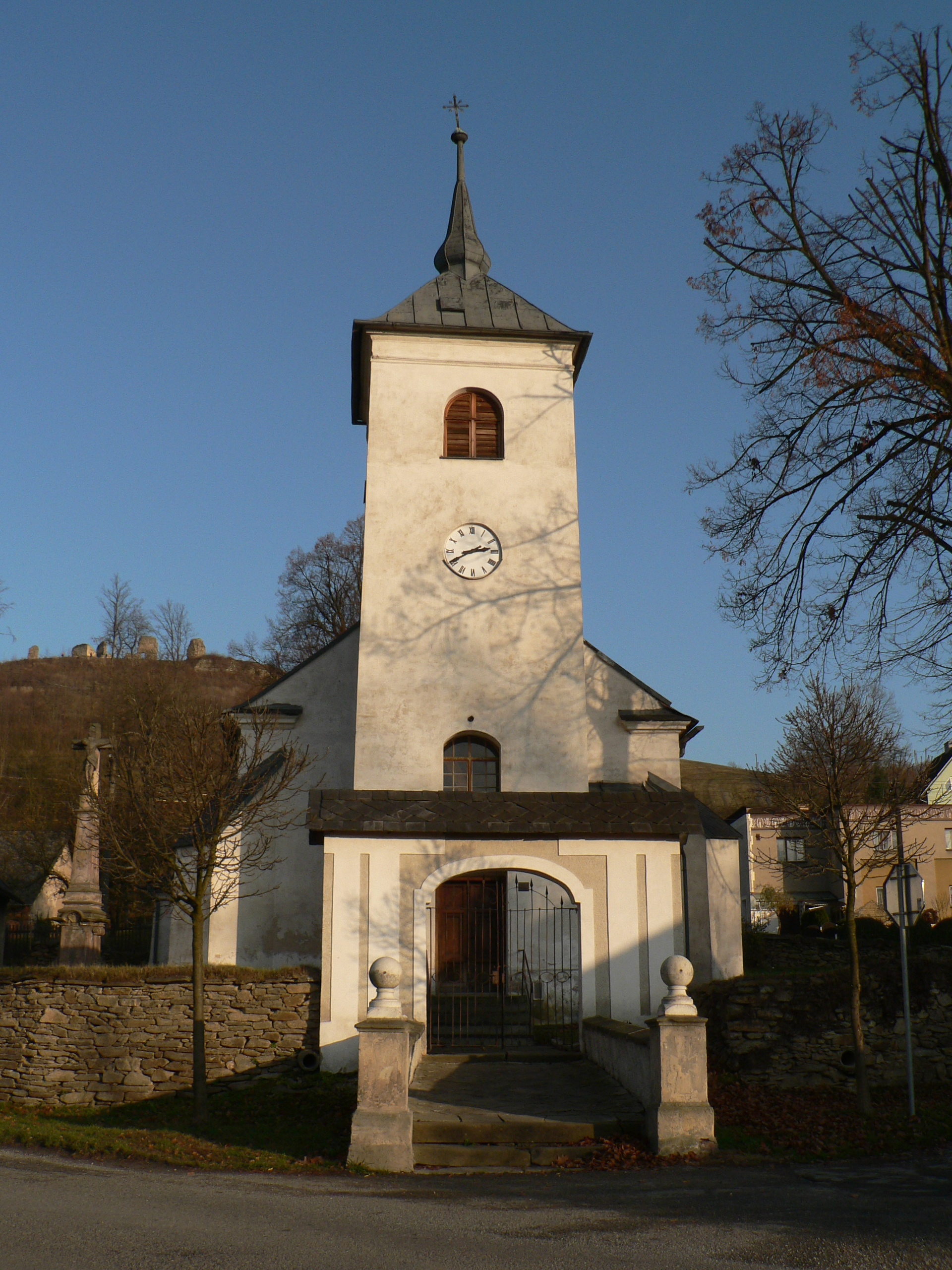
Vstup do kostela

Kostel stojí na hřbitově uprostřed obce, obklopen ohradní zdí z lomového kamene. Před věží, v ose vstupu do kostela, je zeď prolomena nízkou branou s vodorovně zakončenou sedlovou stříškou. Chodníček k předsunutým schůdkům lemují nízké zídky, které jsou ukončeny hranolovými pilířky s kamennými koulemi na vrcholu. U kostela stojí kamenný klasicistní kříž s latinským nápisem s chronogramem 1796.
Orientovaná, podélná (20 m dlouhá a 7 m široká), jednolodní stavba s odsazeným kněžištěm, ukončeným apsidou. U severní zdi je čtyřboká sakristie. K obdélné lodi přistupuje na západě hranolovitá věž. Fasády jsou hladké, bez podnože, v ose kněžiště s úzkým oknem s oboustranně otevřenou špaletou, okna v lodi mají segmentový záklenek. Do kostela se vstupuje podvěžím, boční (bývalý?) vstup je v jižní zdi.

### Interiér
Kněžiště je zaklenuto valeně s konchou, loď je plochostropá. Sakristie má nízkou placku. Do lodi se otevírá zděný vítězný oblouk. V západní části lodi je dřevěná kruchta, nesená litinovými pilíři.
V roce 2014 byly v kostele nalezeny cenné středověké fresky z druhé poloviny 14. století. Figurální malby pokrývají celý presbytář i vítězný oblouk. 